# Sofia Open 2022
Giải quần vợt Sofia Mở rộng 2022 là một giải quần vợt thi đấu trên mặt sân cứng trong nhà. Đây là lần thứ 7 Giải quần vợt Sofia Mở rộng được tổ chức và là một phần của ATP World Tour 250 trong ATP Tour 2022. Giải đấu diễn ra tại Arena Armeec ở Sofia, Bulgaria, từ ngày 26 tháng 9 đến ngày 2 tháng 10 năm 2022.

## Nội dung đơn

### Hạt giống
| Quốc gia | Tay vợt              | Xếp hạng1 | Hạt giống |
| -------- | -------------------- | --------- | --------- |
| ITA      | Jannik Sinner        | 11        | 1         |
| ESP      | Pablo Carreño Busta  | 14        | 2         |
| BUL      | Grigor Dimitrov      | 23        | 3         |
| ITA      | Lorenzo Musetti      | 30        | 4         |
| DEN      | Holger Rune          | 31        | 5         |
| GEO      | Nikoloz Basilashvili | 36        | 6         |
| GBR      | Jack Draper          | 46        | 7         |
| GER      | Oscar Otte           | 52        | 8         |

- 1 Bảng xếp hạng vào ngày 19 tháng 9 năm 2022.[2]

### Vận động viên khác
Đặc cách: 
- Dimitar Kuzmanov
- Alexandar Lazarov
- Stan Wawrinka

Vượt qua vòng loại:
- Geoffrey Blancaneaux
- Ugo Humbert
- Dragoș Nicolae Mădăraș
- Jan-Lennard Struff

Thua cuộc may mắn:
- Mirza Bašić

### Rút lui
- Alexander Bublik → thay thế bởi  Fernando Verdasco
- Roberto Carballés Baena → thay thế bởi  Dušan Lajović
- Alejandro Davidovich Fokina → thay thế bởi  Marc-Andrea Hüsler
- Jack Draper → thay thế bởi  Mirza Bašić
- Hubert Hurkacz → thay thế bởi  Nuno Borges
- Filip Krajinović → thay thế bởi  Mikael Ymer
- Gaël Monfils → thay thế bởi  Kamil Majchrzak
- Stan Wawrinka → thay thế bởi  Aleksandar Vukic

## Nội dung đôi

### Hạt giống
| Quốc gia | Tay vợt          | Quốc gia | Tay vợt              | Xếp hạng1 | Hạt giống |
| -------- | ---------------- | -------- | -------------------- | --------- | --------- |
| ITA      | Simone Bolelli   | ITA      | Fabio Fognini        | 50        | 1         |
| BRA      | Rafael Matos     | ESP      | David Vega Hernández | 75        | 2         |
| POR      | Francisco Cabral | GBR      | Jamie Murray         | 77        | 3         |
| MON      | Hugo Nys         | POL      | Jan Zieliński        | 84        | 4         |

- 1 Bảng xếp hạng vào ngày 19 tháng 9 năm 2022.

### Vận động viên khác
Đặc cách:
- Alexander Donski /  Alexandar Lazarov
- Yanaki Milev /  Petr Nesterov

Thay thế:
- Jack Vance /  Jamie Vance

### Rút lui
- Alexander Bublik /  Lorenzo Musetti → thay thế bởi  Jack Vance /  Jamie Vance
- Roberto Carballés Baena /  Bernabé Zapata Miralles → thay thế bởi  Marc-Andrea Hüsler /  Bernabé Zapata Miralles

## Nhà vô địch

### Đơn
- Marc-Andrea Hüsler đánh bại  Holger Rune, 6–4, 7–6(10–8)

### Đôi
- Rafael Matos /  David Vega Hernández đánh bại  Fabian Fallert /  Oscar Otte, 3–6, 7–5, [10–8]